# Tricalysia bridsoniana
Tricalysia bridsoniana är en måreväxtart som beskrevs av Elmar Robbrecht. Tricalysia bridsoniana ingår i släktet Tricalysia och familjen måreväxter.

## Underarter
Arten delas in i följande underarter:
- T. b. bridsoniana
- T. b. pandensis